# Dinosauri dell'Isola di Wight

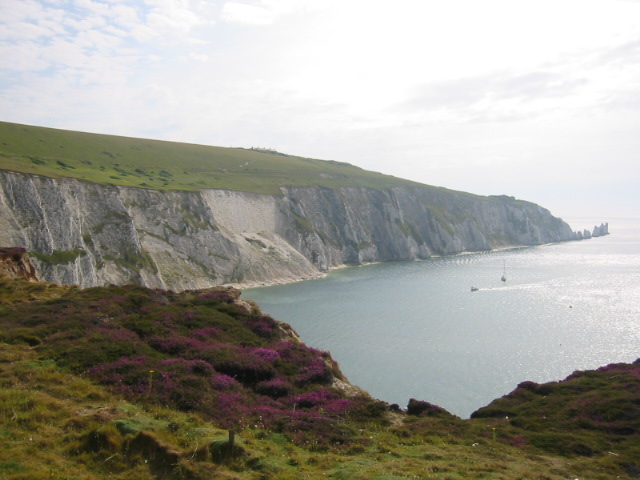
Il panorama delle the Needles di Alum Bay, nell'isola di Wight

L'isola di Wight è una delle località europee più ricche di fossili di dinosauro, comprendendo ben oltre 20 specie diverse di dinosauro tutte risalenti agli inizi del Cretaceo inferiore (in particolare tra i 132 e i 110 milioni di anni fa), alcuni dei quali sono stati scoperti e descritti proprio sull'isola, oltre che ad alcune specie contemporanee di coccodrilli, tartarughe e pterosauri.
Nella baia di Compton Bay, nei pressi di Freshwater sono state ritrovate numerose impronte di dinosauri, visibili durante la bassa marea.

## Strati geologici
I fossili provenienti dall'isola di Wight provengono dalle formazioni geologiche Vectis e Weald, entrambe situate nella parte meridionale dell'isola, più precisamente nelle scogliere di Yaverland, vicino a Sandown, a Hannover Point e a Whale Chine, lungo la costa sud-occidentale.

## L'habitat del Cretaceo

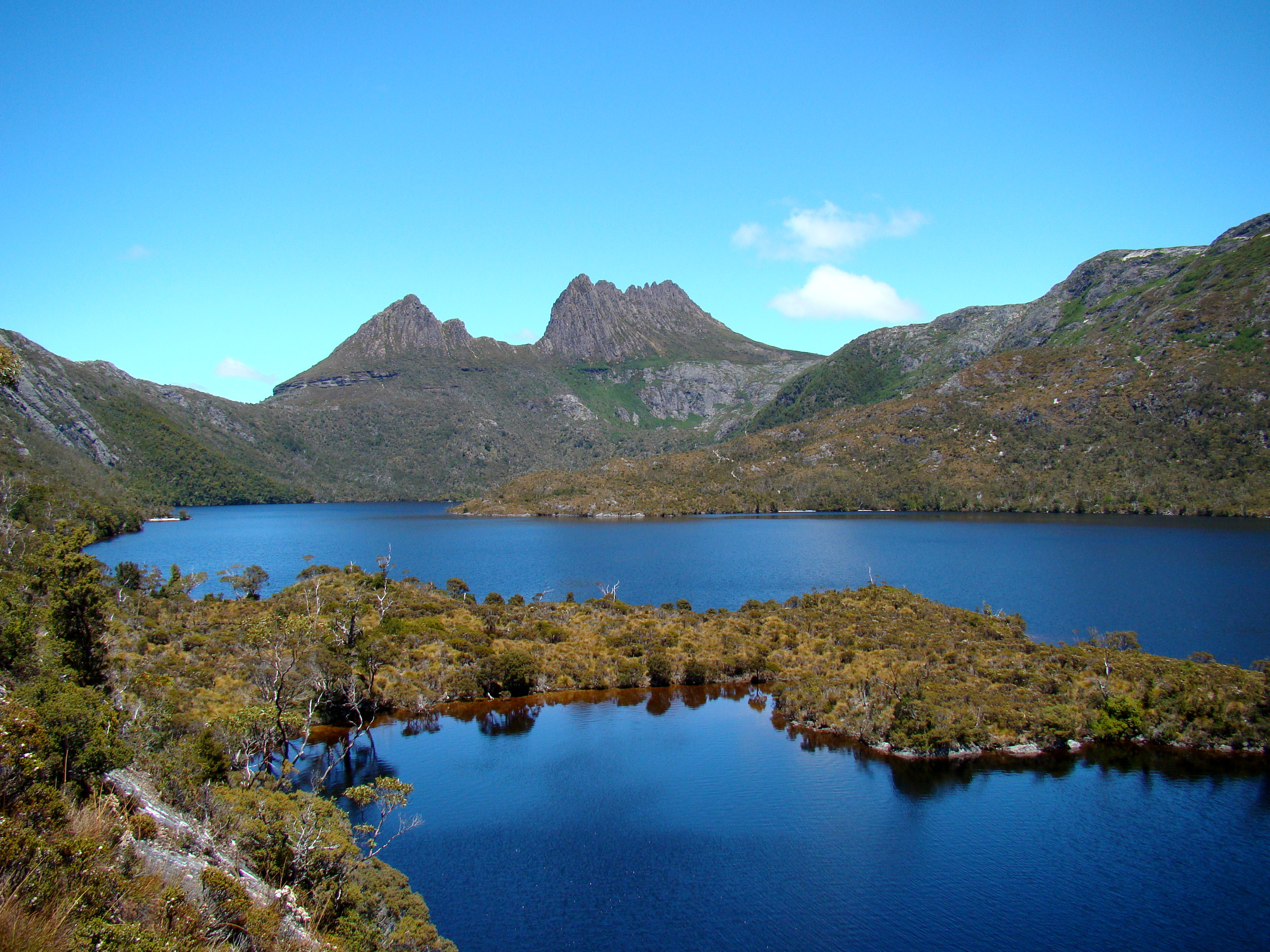
L'habitat cretacico dell'Isola di Wight.

Tutti i dinosauri dell'isola di Wight provengono dalla formazione Wessex, formazione risalente al Cretaceo inferiore tra i 125 e i 110 milioni di anni fa. Durante questo periodo l'isola di Wight, si trovava alla stessa latitudine in cui si trova adesso il Nord Africa, e possedeva un clima subtropicale con un ambiente che comprendeva grandi valli fluviali che correva lungo la costa meridionale dell'Inghilterra al Belgio. L'ambiente preistorico dell'epoca comprendeva anche stagni, fiumi e paludi costiere, habitat prefetti per la formazioni di fossili.
Gli altri animali ritrovati nell'isola, come coccodrilli, tartarughe, pterosauri, mammiferi e, forse, alcuni uccelli, indicano che l'habitat era piuttosto caldo e umido, favorendo nelle acque la proliferazione di lumache, pesci e cozze.
Visto che l'isola è cambiata molto poco nel corso di 10 milioni di anni, si sono formati numerosi fossili, facendo dell'isola una delle fonti di fossilifere più ricche d’Europa.

## Lista dei dinosauri dell'Isola di Wight
Il seguente è un elenco dei generi di dinosauro i cui fossili sono stati ritrovati sull'isola. Alcuni generi sono conosciuti unicamente per pochi resti parziali perciò non hanno un nome generico.

### Ornitischi
- Sottordine ornithopoda ("piedi d'uccello", bipedi erbivori):
  - Iguanodon bernissartensis
  - Mantellisaurus atherfieldensis (originariamente Iguanodon atherfieldensis)
  - Valdosaurus canaliculatus
  - Hypsilophodon foxii
- Sottordine thyreophora ("lucertole scudo", dinosauri erbivori corazzati):
  - Polacanthus foxii

### Saurischi
- Sottordine sauropodomorpha ("simili ai sauri", dinosauri erbivori dal lungo collo):
  - Il sauropode di "Barnes High": un membro della famiglia dei brachiosauridae, probabilmente un esemplare di Eucamerotus o di Pelorosaurus. È l'esemplare più completo dell'epoca del Wealden.
- Sottordine theropoda ("piedi di bestia", bipedi carnivori):
  - Baryonyx walkeri
  - Eotyrannus lengi
  - Neovenator salerii
  - Yaverlandia bitholus: un possibile maniraptora, conosciuto solo per una parte del cranio, ritrovato a Yaverland. Originariamente interpretato come un pachycephalosauride.